# Agrotis arenosa
Agrotis arenosa är en fjärilsart som beskrevs av Otto Staudinger 1859. Agrotis arenosa ingår i släktet Agrotis och familjen nattflyn. Inga underarter finns listade i Catalogue of Life.